# Hyperolius bopeleti
Hyperolius bopeleti är en groddjursart som beskrevs av Jean-Louis Amiet 1980. Hyperolius bopeleti ingår i släktet Hyperolius och familjen gräsgrodor. IUCN kategoriserar arten globalt som nära hotad. Inga underarter finns listade i Catalogue of Life.